# Selmer (Tennessee)
Selmer is een plaats (town) in de Amerikaanse staat Tennessee, en valt bestuurlijk gezien onder McNairy County.

## Demografie
Bij de volkstelling in 2000 werd het aantal inwoners vastgesteld op 4541.
In 2006 is het aantal inwoners door het United States Census Bureau geschat op 4701, een stijging van 160 (3,5%).

## Geografie
Volgens het United States Census Bureau beslaat de plaats een oppervlakte van
25,3 km², geheel bestaande uit land.

## Plaatsen in de nabije omgeving
De onderstaande figuur toont nabijgelegen plaatsen in een straal van 20 km rond Selmer.